# Человек есть человек
«Человек есть человек» (нем. Mann ist Mann; на русский язык переводилась как «Что тот солдат, что этот») — пьеса-притча немецкого поэта и драматурга Бертольта Брехта.

## История создания
«Человек есть человек» — одна из ранних пьес Брехта, начата была в Берлине в 1924 году и закончена в 1926-м<; в ней впервые в оформленном виде представлен жанр параболы, характерный для более поздних пьес драматурга. Исследователи отмечают в комедии влияние старшего современника Брехта Альфреда Дёблина — его написанного ещё в 1915 году романа «Три прыжка Ван Луня», а также связь с балладами Редьярда Киплинга, в частности с его балладой «Молодой британский солдат».
В первой редакции, как пишет Эрнст Шумахер, Брехт стремился развеять иллюзии относительно «личности», которую мировая война легко превратила в «человеческий материал». В такой интерпретации пьеса была впервые поставлена в сентябре 1926 года в Дармштадте режиссёром Якобом Гейсом. Оформивший спектакль художник Каспар Неер впервые использовал в нём занавес, закрывающий только нижнюю половину сцены и позволявший зрителям видеть перемену декораций, — таким образом в спектакле разрушалась иллюзия «подлинности» происходящего на сцене, к которой стремился натуралистический, или, как его нередко называли в то время, «иллюзионистский» театр. Дармштадтская постановка стала одним из первых воплощений «эпического театра» Брехта; в дальнейшем такой занавес часто использоваться при постановках его пьес и стал «фирменным знаком» созданного Брехтом после Второй мировой войны театра «Берлинер ансамбль». Гэли Гэя в первой постановке сыграл главный режиссёр театра Эрнст Легаль.

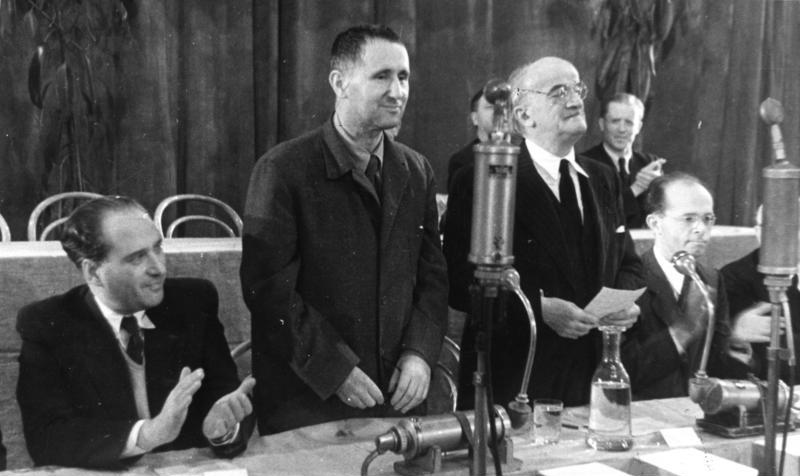
Главные герои первой постановки — Б. Брехт и Э. Легаль (третий слева) — в 1948 году

Когда в 1927 году режиссёр Альфред Браун ставил комедию Брехта на Берлинском радио, главный герой уже виделся автору «новым типом человека». В статье, приуроченной к этой радиопостановке, Брехт писал о своём герое: «Я думаю, вы привыкли считать очень слабым человека, который не может сказать „нет“, а вот Гэли Гэй — ничуть не слабый; напротив — он самый сильный. Правда, он становится самым сильным лишь после того, как он перестал быть частным лицом, он становится сильным, только слившись с массой». В 1954 году он к сказанному добавил: «Проблема пьесы — ложный, дурной коллектив („банда“) и его развращающий характер, тот коллектив, который в эти годы создали Гитлер и его хозяева, эксплуатируя неопределенную тягу мелких буржуа…» Однако в радиопостановке осуждение «коллектива» было далеко не столь очевидно.
Пьеса подверглась резкой критике как в этой постановке (которую сам режиссёр счёл не вполне удавшейся), так и в следующей — в Дюссельдорфском городском театре в том же году. Тем не менее в январе 1928 года сочувствовавший театральным идеям Брехта Эрих Энгель поставил пьесу в берлинской «Фольксбюне». Эта постановка оказалась более успешной, хотя и не удовлетворила рецензента газеты «Роте Фане», органа КПГ, — герой пьесы и здесь представал «новым типом человека», и «перефункционирование» его характера оценивалось скорее положительно. Лишь в новой берлинской постановке, осуществлённой самим Брехтом в 1931 году в Государственном театре, появилась, как отметила «Роте Фане», идеологическая ясность относительно английских колониальных войск, которые и были в этой пьесе могущественным «коллективом», той «массой», с которой счастливо сливался герой Брехта. В 1936 году Брехт писал, что в его комедии собрание армии в Килькоа вполне может быть заменено съездом НСДАП в Нюрнберге.
На русский язык пьеса «Человек есть человек» впервые была переведена Львом Копелевым и под названием «Что тот солдат, что этот» опубликована в 5-томном издании сочинений Брехта в 1963 году

## Действующие лица
- Солдаты пулеметной роты английских войск в Индии

Уриа Шелли
Джесси Махони
Полли Бейкер
Джерайа Джип
- Чарлз Ферчайлд, по прозвищу Кровавый пятерик, сержант
- Гэли Гэй, грузчик, ирландец
- Жена Гэли Гэя
- Господин Ван, бонза в тибетской пагоде
- Ma Син, служка в пагоде
- Леокадия Бегбик, владелица трактира
- Солдаты
- Три тибетца[7]

## Сюжет
Действие происходит в Британской Индии. Гэли Гэй, портовый грузчик в Килькоа, отправляется на базар, чтобы купить рыбу, но, не умея отказывать, он соглашается помочь вдове Бегбик, владелице походного трактира, донести до её вагона тяжёлую корзину. Оказавшись далеко от города, он встречает троих солдат, которым нужен четвёртый: в поисках денег на выпивку четыре солдата (отделение пулемётчиков) забрались в пагоду Жёлтого бога, которая, как оказалась, была защищена от воров капканами и ловушками; в ярости они расстреляли пагоду, но один из солдат, Джип, оставил в ней клок своих волос. Сержант Ферчайлд теперь разыскивает преступников по плеши на голове одного из них; Джип скрывается, но его друзьям — Джесси, Полли и Уриа — необходимо предъявить на поверке четвёртого, благо сержант только что назначен и никого ещё не знает в лицо. Им удаётся заманить Гэли Гэя в военный лагерь, в трактир вдовы Бегбик, где, не сумев уговорить его подменить якобы отставшего товарища, солдаты силой переодевают грузчика в военный мундир. Поддавшись таким «уговорам», Гэли Гэй соглашается, не безвозмездно, выдать себя за Джипа — один-единственный раз.
После поверки трое друзей отпускают Гэли Гэя на все четыре стороны, но, получив своё вознаграждение, пиво и сигары, он засыпает в трактире вдовы Бегбик. Тем временем хозяин пострадавшей пагоды, бонза Ван, находит Джипа, который на украденные деньги успел напиться до бесчувствия. Ван вкусно кормит Джипа и поит пивом — и без всякого насилия удерживает в своей пагоде, в надежде на то, что сержант по отсутствующему четвёртому найдёт троих негодяев. Поскольку Джип не возвращается, троим друзьям ничего не остаётся, как любыми средствами удерживать в лагере Гэли Гэя, который всё время порывается уйти. Узнав, что грузчик мечтает о слоне, солдаты предлагают ему «самую выгодную сделку, какую можно заключить в Килькоа»: соорудив чучело слона, якобы сверхштатного и не числящегося в смете, и предварительно подпоив Гэли Гэя, ему предлагают продать слона частному лицу. Тут же находится и покупатель — подкупленная солдатами вдова Бегбик. Якобы простуженный и закутанный во что попало «слон» мало похож на слона, но грузчика это не смущает: «Раз его покупают, то мне сомневаться не в чем».
К слону присматривается и ещё одни потенциальный покупатель; в соответствии с замыслом троицы во время торга появляется солдат и уличает грузчика в попытке продать не принадлежащего ему слона. Гэли Гэя связывают, и трое друзей при поддержке других солдат устраивают над ним суд. Грузчика приговаривают к смертной казни, его ставят к стенке с завязанными глазами; но солдаты стреляют в воздух, а Гэли Гэя просто бьют дубиной по голове. Потерявшему сознание грузчику устраивают похороны. Гэли Гэй приходит в себя, но уже не в силах понять, что с ним происходит. Его называют Джипом и заставляют произнести надгробную речь над ящиком, в котором будто бы покоится Гэли Гэй. Так завершается превращение одного человека в другого.
Тем временем армия выступает в поход: у северной границы начались военные действия. Вписавшись в коллектив, Гэли Гэй уже никому не уступает по части безжалостности. Уничтожив вместе с горной крепостью семь тысяч беженцев, укрывавшихся в ней, бывший грузчик приобретает авторитет и становится старшим в отделении пулемётчиков.

## Сценическая судьба
В сценической истории пьесы широкую известность приобрели две берлинские постановки — 1928 и 1931 годов. В первом спектакле, поставленном Э. Энгелем в «Фольксбюне», по примеру Эрвина Пискатора были использованы кинематограф и вертящаяся сцена. Брехт в этой постановке впервые обратился к услугам профессионального композитора, Эдмунда Майзеля (в то время работавшего с Пискатором), — прежде музыку к постановкам своих пьес, Брехт писал сам.
Реакция на спектакль оказалась неоднозначной: Герберт Иеринг писал о «нескончаемых аплодисментах», заставлявших автора, режиссёра и исполнителя главной роли, Генриха Георге, выходить к зрителям, «когда уже был погашен свет и опущен железный занавес»; с другой стороны, критики писали о «пресности, безобидности, которая становится незначительностью». Даже симпатизировавший Брехту Монти Якобе написал: «Эта незначительная пьеса дает нам лишь слабое представление о богатстве Берта Брехта». Не удовлетворила пьеса и рецензента «Роте фане», органа КПГ: «Чего же, однако, не хватает этой комедии? Автор её не вышел за пределы сентиментального антимилитаризма и разоблачения легенды о героях, не достиг идеологически отчетливой критики империалистов — закулисных кукловодов, руководителей этих подонков. Во многих местах пьесы настоятельно необходимо было приблизиться к классовым боям нашей эпохи, чтобы реальное её влияние было сильнее». При этом рецензент оговорился: «Следует ещё раз подчеркнуть большое дарование поэта Берта Брехта…». 

### Постановка 1931 года
Три года спустя Брехт сам поставил пьесу на сцене берлинского Государственного театра. Работу он начинал вместе с Эрнстом Легалем, исполнителем главной роли в первой, дармштадтской постановке, но не разделявший идеи «эпического театра» Легаль вскоре отказался от совместной работы.
Мысль о том, какой силой наделяет человека принадлежность к «банде», Брехт в этой постановке подчеркнул тем, что с помощью ходулей и проволочных каркасов солдата и сержанта сделали сверхъестественно большими, им приделали огромные руки, и грузчик Гэли Гэй в конце концов тоже превращался в такое чудовище. При этом на двух экранах, установленных в глубине сцены появлялись изображения Гэли Гэя до и после превращения. Этот приём позволил Брехту сократить пьесу: удалить две последние сцены — X и XI (в поезде и на фронте), поскольку и без того уже было ясно, во что превратился Гэли Гэй. 
Выступление Брехта в качестве режиссёра возмутило многих критиков, тем более что спектакль, по их мнению, не оправдал смелость драматурга. С конца 20-х годов Брехт и Энгель в Театре на Шиффбауэрдамм с молодыми актёрами, профессиональными и непрофессиональными, пытались выработать новый, «эпический» стиль исполнения. В эксперименте участвовал и Петер Лорре, позже получивший известность как исполнитель роли маньяка-убийцы в фильме Фрица Ланга «М». Но когда Лорре в этой новой манере сыграл Гэли Гэя, на критиков и на зрителей он произвёл впечатление просто плохо играющего актёра. Сам Брехт находил игру Лорре не только правильной, но даже образцовой — «с точки зрения новых требований» и в защиту своего актёра написал статью в одну из берлинских газет. «Возможно, — писал он, — что эпический театр более других требует априорного доверия,
для того чтобы полностью показать свою силу…».

### Известные постановки
- 1926 — Дармштадтский театр. Постановка Якоба Гейса; художник Каспар Неер; музыка Б. Брехта. Роль Гэли Гэя исполнял Эрнст Легаль. Премьера состоялась 26 сентября[4].
- 1928 — «Фолькобюне», Берлин. Постановка Эриха Энгеля; художник Каспар Неер; композитор Эдмунд Майзель. Роли исполняли: Гэли Гэй — Генрих Георге, вдова Бегбик — Елена Вайгель. Премьера состоялась 5 января[4]
- 1931 — Государственный театр, Берлин. Постановка Бертольта Брехта; художник Каспар Неер; композитор Курт Вайль. Роли исполняли: Гэли Гэй — Петер Лорре, вдова Бегбик — Елена Вайгель. Премьера состоялась 6 февраля[10]

### Постановки в России
- 1965 — Московский театр им. Ленинского комсомола. Постановка - М.И.Туманишвили, Художники — О.М. Кочакидзе, А.Н. Словинский, Ю.Г. Чиквадзе. Композитор — Б.А. Квернадзе
- 1965 — Областной театр на Литейном (Ленинград). Постановка Евгения Шифферса; художник М. Щеглов[14]
- 2008 — Александринский театр, под названием «Человек = Человек». Постановка Ю. Бутусова. Роли исполняли: Ведущая и вдова Бегбик — Александра Большакова, Гэли Гэй — Д. Лысенков, Джип — В. Захаров[15]. Постановка вызвала неоднозначные отклики: режиссёра обвиняли в "облегчении" социального смысла пьесы[16].
- 2012 — Театр на Таганке. Постановка Марии Павловской; художник Сергей Новоявчев. Роли исполняют: Гэли Гэй — Е. Рыбаков. Премьера состоялась 20 октября[17].